# سوجيتز
 شركة سوجيتز هي (شركة تجارية عامة) مقرها في طوكيو، اليابان. يتمثل نشاطها في مجموعة واسعة من الشركات على مستوى العالم، بما في ذلك شراء وبيع واستيراد وتصدير السلع وتصنيع وبيع المنتجات، وتقديم الخدمات، وتخطيط وتنسيق المشاريع، في اليابان والخارج. تستثمر سوجيتز أيضًا في مختلف القطاعات وتجري أنشطة التمويل. تشمل المجموعة الواسعة من القطاعات التي تعمل فيها سوجيتز السيارات، والطاقة، والموارد المعدنية، والكيماويات، وموارد المواد الغذائية، والموارد الزراعية والحرجية، والسلع الاستهلاكية، والمجمعات الصناعية.
تم تأسيسها في عام 2004 من خلال اندماج شركتي نسشو إيواي ونشيمين. يشتق اسم «سوجيتز» من أسماء نسشو إيواي و نشيمين ، وكلاهما تتضمن حرف " 日 " (الشمس). "Sojitz"، والتي تعني حرفيًا «شمس مزدوجة»، تعني دمجًا متساويًا بين الشركتين. شعار الشركة هو نسخة منقوشة من الحرف الأول باسمها الياباني.

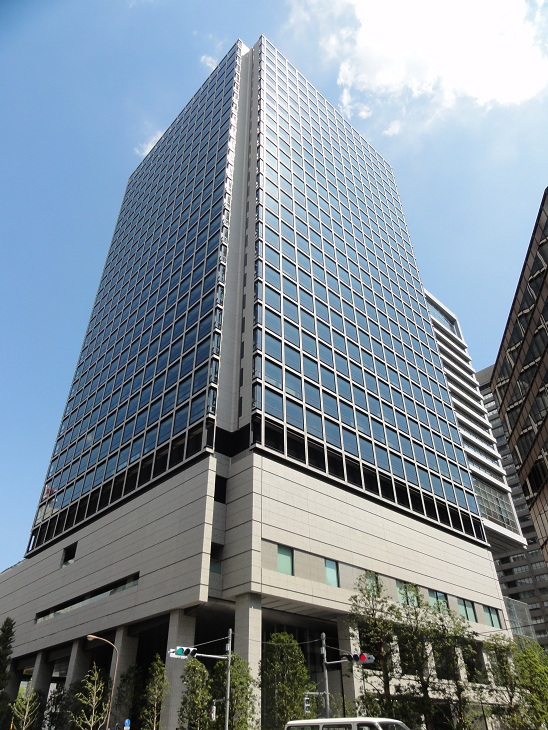
المقر الحالي لشركة سوجيتز ، مبنى لينو في كاسوميغاسيكي ، تشيودا ، طوكيو.

## روابط خارجية
- الموقع الرسمي